# Athena Coustenis
Athena Coustenis est une astrophysicienne française spécialisée en planétologie. Elle est directrice de recherche au Centre national de la recherche scientifique (CNRS), au LESIA (Laboratoire d’Études Spatiales et d'Instrumentation en Astrophysique), à l'Observatoire de Paris-Meudon. Elle dirige des projets de missions spatiales pour l'Agence spatiale européenne (ESA) et pour la NASA. Elle se concentre principalement sur les planètes géantes gazeuses Saturne, Jupiter et leurs lunes, et elle est considérée comme une experte majeure d'un des lunes de Saturne, Titan.

## Enfance et éducation
Née à Athènes en 1961, Athéna Coustenis vit un temps à Ankara, où son père, ancien pilote de l'armée de l'air, est diplomate. Elle y apprend le français au lycée français, alors qu'elle n'en parle pas un mot. Elle déménage ensuite à Paris en 1980. Elle a obtenu une maîtrise en astrophysique et techniques spatiales à l'Université Pierre-et-Marie-Curie (UPMC) en 1986 et une maîtrise en littérature anglaise à l’Université Sorbonne-Nouvelle en 1987. Coustenis a soutenu sa thèse de doctorat en astrophysique et techniques spatiales intitulée L'atmosphère de Titan à partir des observations infrarouges du Voyager, à l'UPMC en 1989. Elle a obtenu en 1996 une habilitation universitaire à diriger la recherche (HDR),. 

## Carrière
Athéna Coustenis est actuellement directrice de recherche de classe exceptionnelle au CNRS affectée au LESIA de l’Observatoire de Paris, à Meudon.
Elle est ou a été membre de plusieurs comités consultatifs de l’Agence Spatiale européenne et de la NASA et d’autres structures nationales. Notamment elle est Présidente du Comité d'évaluation sur la recherche et l'exploration epatiales (CERES) du Centre national d'études spatiales (CNES) et Présidente du Panel sur la protection planétaire du COSPAR. Elle est l'ancienne présidente de l'Association internationale de météorologie et de sciences de l'atmosphère de l'Union géodésique et géophysique internationale (UGGI). Elle fut présidente du Comité Européen des sciences de l'espace (ESSC)4 de la Fondation européenne de la sciences (ESF).
Athéna Coustenis est également impliquée dans plusieurs comités de direction ou de Conseil de sociétés scientifiques, associations et institutions, notamment l'Union européenne des géosciences (EGU), où elle fut la Présidente de la Division des Sciences Planétaires, l'Union astronomique internationale (UAI), l'Académie internationale d'astronautique (IAA), le Congrès européen sur les sciences planétaires (EPSC), la Société Europlanet et la Société internationale pour l'étude de l'origine de la vie (ISSOL).  
Elle devrait devenir la première citoyenne non-américaine à accéder à la présidence de la division planétologie de l'Union américaine d'astronomie, plus grande et plus prestigieuse association de planétologie au monde, en octobre 2024.

## Recherches
Athéna Coustenis utilise des observatoires terrestres et spatiaux pour étudier les corps du système solaire, s'intéressant en particulier aux satellites des planètes géantes Saturne et Jupiter et aux exoplanètes. Elle se concentre sur les aspects astrobiologiques et la recherche de mondes habitables dans le système solaire et au-delà. Ses recherches en planétologie comparative utilisent l'étude des changements climatiques pour approfondir la compréhension de l'évolution à long terme sur notre propre planète. Ces dernières années, elle a dirigé les efforts visant à définir et à sélectionner les futures missions spatiales à entreprendre par l'Agence spatiale européenne et ses partenaires internationaux. Elle était co-investigatrice de trois des instruments à bord de la mission de Cassini-Huygens.

## Publications
- Coustenis, A., Encrenaz, Th., 2013. La vie au-delà de la Terre: la recherche de mondes habitables dans l'univers Cambridge Univ.  Presse.  (ISBN 978-1107026179)
- Coustenis, A., Taylor, F., 2008. Titan : Explorer un monde semblable à la Terre. Éditions scientifiques mondiales, Singapour, Eds.  (ISBN 978-9812705013)[9].
- Coustenis, A., Taylor, F., 1999. Titan, la lune semblable à la Terre. Éditions scientifiques mondiales, Singapour, Eds.  (ISBN 978-9810239213)[10].
- Athéna Coustenis a publié ou co-écrit plus de 300 articles scientifiques, articles et chapitres d’encyclopédies [11].

## Distinctions et récompenses
- Chevalier de la Légion d'honneur le 14 juillet 2019[12]
- Jean Dominique Cassini Medal & Honorary Membership 2023[13]
- Prix d'excellence du groupe de la NASA pour le programme Cassini, Instrument de structure atmosphérique Huygens (HASI)
- Prix d'excellence du groupe de la NASA pour le spectromètre de radiomètre imageur Cassini Program Descent
- Prix de réalisation du groupe de la fonction publique de la NASA pour l'instrument de structure atmosphérique de Huygens (HASI)
- Prix de réalisation du groupe de services publics de la NASA pour le radiomètre de spectromètre Descent Imager (DISR)
- Le prix de l'ESA pour sa contribution exceptionnelle à la sonde Huygens[1]
- L'American Astronomical Society a décerné le prix Harold Masursky à Coustenis en 2014[14]
- Membre du Bureau des Longitudes [15]
- Membre élu en 2017 de l'Académie internationale d'astronautique[16]
- Depuis janvier 2018, membre associé de l'Académie royale de Belgique[17]
- Membre de l'Union astronomique internationale[18]